# Hrabstwo Glenn
Hrabstwo Glenn (ang. Glenn County) – hrabstwo w stanie Kalifornia w Stanach Zjednoczonych. Obszar całkowity hrabstwa obejmuje powierzchnię 1327,16 mil² (3437,33 km²). Według szacunków United States Census Bureau w roku 2009 miało 28 299 mieszkańców.
Hrabstwo powstało w 1891 roku. Na jego terenie znajdują się:
- miejscowości – Orland i Willows (siedziba administracyjna)
- CDP – Artois, Elk Creek, Hamilton City